# Apples
Apples este un oraș în cantonul Vaud, Elveția.

## Legături externe
- Site oficial Arhivat în 2 aprilie 2004, la Archive.is

1. ↑  Arealstatistik Standard - Gemeinden nach 4 Hauptbereichen (în germană), Bundesamt für Statistik[*], accesat în 13 ianuarie 2019